# Montpellierský kodex
Codex Montpellier neboli Montpellierský kodex (Montpellier, Bibliothèque Inter-Universitaire, Faculté des Médecins, H 196) je významný zdroj informací o francouzské polyfonii, nejvýznamnější zdroj informací o motetové technice 13. století.

## Formát a obsah
Jako první muzikolog se rozborem obsahu Montpellierského kodexu podrobně zabýval Edmond de Coussemaker a svá bádání popsal v knize L’art harmonique aux XIIme et XIIIme siècles z roku 1865.
Montpellierský kodex obsahuje 354 převážně polyfonních skladeb vytvořených kolem let 1250-1300 a pravděpodobně sebraných v roce 1300. Lze ho rozdělit na 8 svazků, které obsahují různé hudební žánry tehdejší doby. Je pravděpodobné, že rukopis může pocházet z Paříže.
Montpellierský kodex obsahuje celkem 354 skladeb, které jsou řazeny podle typů do osmi svazků následujícím způsobem:
- Svazek 1. Liturgická polyfonie (organa a kondukty z období školy Notre Dame)
- Svazek 2. Moteta latinská tripla, sestávající z cantu firmu o třech kontrapunktických linkách nad sebou (17 čtyřhlasých motet)
- Svazek 3. Moteta dupla v makaronštině, sestávající z cantu firmu se dvěma kontrapunktickými linkami nad sebou (11 dvojhlasých motet s latinským motetem a francouzským triplem a dále 4 dvojhlasá latinská moteta)
- Svazek 4. Moteta latinská dupla. (22 tříhlasých latinských motet)
- Svazek 5. Moteta francouzská dupla (9 hoquetů a 104 tříhlasých motet, většinou s francouzským dvojtextem)
- Svazek 6. Motet/a francouzské dvouhlasé skladby (75 dvojhlasých francouzských motet)
- Svazky 7 a 8. jsou zřejmě sbírky pozdějšího data (7. obsahuje 39 tříhlasých motet různých typů, 8. obsahuje 1 konduktus a 42 tříhlasých motet různých typů)[2]

Existují rovněž dodatky ke svazkům 3, 5, a 7. Díky různým notačním systémům obsažených ve svazcích 2 – 6 a ve svazcích 7 – 8 se Montpellierský kodex stal zásadním zdrojem pro chronologii stylů středověké francouzské polyfonie.

## Hudba
Montpellierský kodex je zásadní zdroj pro poznání „předfrankonských“ a „frankonských motet“ (tzn. z doby Franka Kolínského). Ačkoli hudba obsažená v kodexu je anonymní, je možné ji díky shodným znakům s dalšími rukopisy nebo na základě stylistických podobností, přičíst Pérotinovi (ze svazku 1), Petrovi de Cruce, Adamovi de la Halle, Guillaumovi d’Auvergne či Philippovi le Chancelier. Mnohé canti firmi pocházejí z pařížské školy Notre Dame. Zatímco první svazek obsahuje duchovní polyfonní skladby, především z notredamské školy, větší část skladeb kodexu představuje sbírka francouzských milostných motet. Moteta z této sbírky nejsou izorytmická – nejstarší izorytmická moteta jsou až z prvních desetiletí 14. století od Philippa z Vitry.